# دهماء بنت يحيى
دَهْماء بنت يحيى بن المرتضي هي عالمة ومحققة في فروع علم الفقه وأصوله، مشهورة باسم الشريفة دَهماء، عاشت وتوفيت في مدينة ثلاء اليمنية، وهي أخت الإمام المهدي أحمد بن يحيى، تلقت العلم عن أخيها أحمد بن يحيى وعن المطهر بن محمد، وهي شاعرة مجيدة ومصنفة، وُصفت بالزهد والعفة والعبادة والتقوى. تزوجت دهماء بالسيد محمد بن أبي الفضائل، وأنجبت منه ابناً اسمه إدريس.
تصدرت للتدريس في مدينة ثلاء، ودرس على يدها الكثير من طلبة العلم، حتى اكتسبت سمعة طيبة ومكانة علمية كبيرة، لذلك تَمسك بها أهل مدينة ثلاء بشكلٍ كبير، وحين طلبها أخوها إلى مدينة حراز توسلوا إليه أن يبقيها لديهم، فاستمرت في التدريس في مدينة ثلاء حتى ماتت.
توفيت دهماء في مدينة ثلاء عام 837هـ/1434م، ودفنت فيها، وَقبرها مزار شَهير هُناك.

## مؤلفاتها
لها عدد من المصنفات والمؤلفات المُهمة ومِنها:
- الأنوار في شرح كتاب الأزهار حيث جاء بأربع مجلدات في فقه الزيدية.
- شرح منظومة الكوفي في الفقه والفرائض.
- شرح مختصر المنتهى في أصول الفقه.
- كتاب الجواهر في علم الكلام.